# Jayme Monjardim
Jayme Monjardim Matarazzo (São Paulo, 19 de maio de 1956) é um diretor brasileiro. Membro da tradicional Família Matarazzo, é filho do magnata André Matarazzo e da celebre cantora Maysa e neto do Conde de Matarazzo, sendo ainda pai do ator Jayme Matarazzo, e primo em segundo grau do dublador Júlio Monjardim.

## Carreira
Jayme estudou cinema na Itália, onde fez parte da equipe de Michelangelo Antonioni. Começou profissionalmente no final da década de 70, dirigindo curtas-metragens documentários e sendo assistente de direção de Francisco Ramalho Júnior em Paula - A História de uma Subversiva e Filhos e Amantes. Iniciou sua carreira na televisão no início dos 1980 na Rede Bandeirantes, onde conduziu um especial sobre a mãe, a cantora Maysa, e a telenovela infantil Braço de Ferro (1983). No ano seguinte, transferiu-se para a Rede Globo, na qual passou a dirigir telenovelas, como Partido Alto, Roque Santeiro e Sinhá Moça. Sua primeira direção-geral ocorre em Direito de Amar, telenovela de época de Walter Negrão, exibida na faixa das 18 horas.
Em 1989 é contratado pela extinta Rede Manchete, dirigindo o grande sucesso Pantanal, de Benedito Ruy Barbosa. Na emissora ainda dirige as minisséries O Fantasma da Ópera e O Canto das Sereias, a série Fronteiras do Desconhecido e a telenovela A História de Ana Raio e Zé Trovão, outro grande sucesso do canal. Após 4 anos morando na Itália, retornou ao Brasil em 1995 convencido por Betty Faria para dirigir A Idade da Loba, na Rede Bandeirantes, na qual a atriz seria protagonista. Em 1998 assinou com a Rede Globo e dirigiu a minissérie Chiquinha Gonzaga, de Lauro César Muniz, em 1999. No mesmo ano, reata sua parceria com Benedito Ruy Barbosa, dirigindo a telenovela Terra Nostra, grande sucesso do ano de 1999. Em 2000, dirige a minissérie Aquarela do Brasil, também de Lauro César Muniz.
Em 2001 inicia uma parceria de grande sucesso com Glória Perez, dirigindo a telenovela O Clone. Em 2003 dirige e produz a minissérie A Casa das Sete Mulheres, de Maria Adelaide Amaral e Walter Negrão, um grande êxito de público e crítica. Em 2005 rompe sua parceria com Glória Perez, devido a opiniões diferentes que os dois tinham sobre o rumo da novela América. Isso aconteceu aproximadamente do capítulo 60 da novela. Em 2006, dirigiu a novela Páginas da Vida, de Manoel Carlos, na sua primeira parceria com o "autor do Leblon". Desta vez, segundo a imprensa, sem a participação de Marcus Viana na trilha sonora (de acordo com o que foi divulgado, por pedido do próprio Manoel Carlos). Em 2008, gravou a minissérie Maysa - Quando Fala o Coração, contando a história de sua mãe, uma cantora de vida boêmia e depressiva. A minissérie foi protagonizada por Larissa Maciel e seus dois filhos Jayme Matarazzo e André interpretam o próprio pai na minissérie, exibida em nove capítulos no mês de Janeiro de 2009 e escrita também por Manoel Carlos. Em abril de 2009, Jayme foi diretor de núcleo dos humorísticos de Renato Aragão, como A Turma do Didi e Aventuras do Didi. Os dois programas de Renato não tinham nada a ver com o antigo Os Trapalhões.
O novelista Manoel Carlos e o diretor voltam a trabalhar juntos na novela Viver a Vida, nova trama das 21h, cuja estreia ocorreu no dia 14 de Setembro de 2009 e protagonizada por Taís Araújo (que viveu a primeira protagonista negra de uma novela das 21h da Rede Globo) e José Mayer. Em março de 2013, volta à TV, agora dirigindo a novela Flor do Caribe de  Walther Negrão.

## Vida pessoal

### Família
Jayme estudou durante um ano na Itália onde fez parte da equipe de Michelangelo Antonioni. 
Pertencente ao importante ramo ítalo-brasileiro da família Matarazzo e a uma tradicional família do estado do Espírito Santo: Os Monjardim. É bisneto do conde Francesco Matarazzo e filho do empresário André Matarazzo e da cantora Maysa. Pelo seu lado materno, é bisneto do barão de Monjardim, este presidente da então província do Espírito Santo por cinco vezes, e tataraneto do comendador José Francisco de Andrade e Almeida Monjardim, que presidiu a província do Espírito Santo por treze vezes.

## Saúde
Descobriu um câncer de próstata em 2015. Após seis meses de radioterapia, sem sucesso, fez uma cirurgia para salvar sua vida, e então precisou retirar a próstata, curando-se.

### Relacionamentos e filhos
De 1977 a 1990 Jayme foi casado com a empresária Fernanda Lauer, com quem teve dois filhos: Maria Fernanda Matarazzo e Jayme Matarazzo. De 1990 a 1995 foi casado com a atriz Ingra Liberato. No mesmo ano iniciou um relacionamento com a atriz Daniela Escobar. Foram morar juntos no mesmo ano, e oficializaram a união em 1997. Com ela teve um filho, André Matarazzo, nascido em 1998. O casal divorciou-se em 2003. Em 10 de março de 2007, após três anos de namoro, Jayme casou-se com a cantora Tânia Mara, com quem tem uma filha, Maysa, nascida em 29 de setembro de 2010. O casal divorciou-se em 2019. Não assumiu mais nenhuma relacionamento sério após a separação, mas é visto acompanhado pela mídia com anônimas e famosas.

## Obras

### Telenovelas
| Ano  | Título                             | Função                       | Emissora      | Autor                               |
| ---- | ---------------------------------- | ---------------------------- | ------------- | ----------------------------------- |
| 1983 | Braço de Ferro                     | Diretor                      | Band          | Marcos Caruso                       |
| 1984 | Amor com Amor Se Paga              | Diretor                      | Rede Globo    | Ivani Ribeiro                       |
| 1984 | Partido Alto                       | Diretor                      | Rede Globo    | Aguinaldo Silva Glória Perez        |
| 1984 | Corpo a Corpo                      | Diretor                      | Rede Globo    | Gilberto Braga                      |
| 1985 | Roque Santeiro                     | Diretor                      | Rede Globo    | Dias Gomes                          |
| 1986 | Sinhá Moça                         | Diretor geral                | Rede Globo    | Benedito Ruy Barbosa                |
| 1987 | Direito de Amar                    | Diretor geral                | Rede Globo    | Walther Negrão                      |
| 1989 | Kananga do Japão                   | Diretor de núcleo e produtor | Rede Manchete | Wilson Aguiar Filho                 |
| 1990 | Pantanal                           | Diretor geral                | Rede Manchete | Benedito Ruy Barbosa                |
| 1990 | A História de Ana Raio e Zé Trovão | Diretor geral                | Rede Manchete | Marcos Caruso Rita Buzzar           |
| 1995 | A Idade da Loba                    | Diretor geral                | Band          | Alcione Araújo Regina Braga         |
| 1999 | Terra Nostra                       | Diretor geral e de núcleo    | Rede Globo    | Benedito Ruy Barbosa                |
| 2001 | O Clone                            | Diretor geral e de núcleo    | Rede Globo    | Glória Perez                        |
| 2005 | América                            | Diretor geral e de núcleo    | Rede Globo    | Glória Perez                        |
| 2006 | Páginas da Vida                    | Diretor geral e de núcleo    | Rede Globo    | Manoel Carlos                       |
| 2009 | Viver a Vida                       | Diretor geral e de núcleo    | Rede Globo    | Manoel Carlos                       |
| 2011 | A Vida da Gente                    | Diretor geral e de núcleo    | Rede Globo    | Lícia Manzo                         |
| 2013 | Flor do Caribe                     | Diretor geral e de núcleo    | Rede Globo    | Walther Negrão                      |
| 2014 | Em Família                         | Diretor geral e de núcleo    | Rede Globo    | Manoel Carlos                       |
| 2015 | Sete Vidas                         | Diretor geral e de núcleo    | Rede Globo    | Lícia Manzo                         |
| 2017 | Tempo de Amar                      | Diretor geral e de núcleo    | Rede Globo    | Alcides Nogueira Bia Corrêa do Lago |
| 2026 | Romaria                            | Diretor geral e de núcleo    | Band          | Letícia Wierzchowski                |

### Minisséries e Séries de TV
| Ano       | Título                       | Função                    | Emissora      | Autor                              |
| --------- | ---------------------------- | ------------------------- | ------------- | ---------------------------------- |
| 1990      | O Canto das Sereias          | Diretor geral             | Rede Manchete | Paulo César Coutinho               |
| 1990–1991 | Fronteiras do Desconhecido   | Diretor geral             | Rede Manchete | Vários roteiristas                 |
| 1991      | O Fantasma da Ópera          | Diretor dr núcleo         | Rede Manchete | Paulo Afonso de Lima               |
| 1999      | Chiquinha Gonzaga            | Diretor geral e de núcleo | Rede Globo    | Lauro César Muniz                  |
| 2000      | Aquarela do Brasil           | Diretor geral e de núcleo | Rede Globo    | Lauro César Muniz                  |
| 2003      | A Casa das Sete Mulheres     | Diretor geral e de núcleo | Rede Globo    | Maria Adelaide Amaral              |
| 2009      | Maysa: Quando Fala o Coração | Diretor geral e de núcleo | Rede Globo    | Manoel Carlos                      |
| 2010      | Nosso Querido Trapalhão      | Diretor geral e de núcleo | Rede Globo    | Gustavo Nogueira Mauricio Arruda   |
| 2011      | Divã                         | Diretor geral e de núcleo | Rede Globo    | Marcelo Saback                     |
| 2011–2012 | Acampamento de Férias        | Diretor de núcleo         | Rede Globo    | Renato Aragão Paula Amaral         |
| 2013      | O Tempo e o Vento            | Diretor geral e de núcleo | Rede Globo    | Letícia Wierzchowski Tabajara Ruas |
| 2021      | Passaporte para Liberdade    | Diretor geral e de núcleo | Rede Globo    | Mário Teixeira                     |

### Filmes
| Ano  | Título                               | Função                |
| ---- | ------------------------------------ | --------------------- |
| 1978 | Paula - A História de uma Subversiva | Assistente de direção |
| 1981 | Filhos e Amantes                     | Assistente de direção |
| 2004 | Olga                                 | Diretor geral         |
| 2013 | O Tempo e o Vento                    | Diretor geral         |
| 2016 | O Vendedor de Sonhos                 | Diretor geral         |
| 2024 | Tributo: Ary Fontoura                | Ele mesmo             |